# Santa Isabel (sitio arqueológico)
El sitio arqueológico de Santa Isabel es una zona arqueológica que se ubica en el municipio de Fraijanes en la República de Guatemala. El sitio se ha conserva muy bien debido a que se encuentra en un terreno de propiedad privada que aún no ha sido alcanzado por la urbanización que ha ocurrido en el municipio de Fraijanes desde la década de 2000; en 2006 se realizó un programa rescate de Santa Isabel, como parte de la evaluación para unos proyectos inmobiliarios que se iban a realizar en lugares cercanos al sitio.
 

En el siglo xxi el sitio es utilizado como potrero, lo que ha permitido su buena conservación.
Es importante acotar que la arqueóloga describe el sitio como un lugar simplemente hermoso por su configuración natural, ya que se encuentran algunos flujos de agua, unas colinas y se tiene una buena vista de los volcanes del sur. Esto es importante debido a que se cree que el lugar servía también para actividades espirituales, y la elección de los lugares para estas actividades no era arbitrario, precisamente se buscaban lugares como este para resaltar su carácter sagrado. 
Según la descripción de la arqueóloga, en el lugar hay 13 montículos, once de ellos orientados 21 grados hacia el este, que era una orientación común para los asentamientos en esa época. 

En el sitio también se pudo encontrar el monumento sin tallar que describió Edwin M. Shook k, el cual se encuentra enterrado por la mitad, durante la investigación fue realizada la excavación que lo exhibió por completo, es importante hacer notar que actualmente dicho monumento sin tallar se encuentra aún en el sitio, es posible ver su parte expuesta. De acuerdo a las notaciones de Paiz Aragón, se trata de una estela, que ahora está en una posición acostada y enterrada casi por la mitad, pero se estima que en un principio estuvo de pie, en una posición vertical. 

## Descripción de los montículos
Algunos de los montículos fueron construidos sobre elevaciones naturales y rara vez era utilizada la piedra como material de construcción, ya que era reservada para monumentos, una característica del periodo preclásico.
Respecto a las dimensiones de los montículos, el montículo N.°1 tiene una altura de 2.5 metros y unas dimensiones de 10 x 5 metros; este montículo, que es el segundo más grande del sitio, era parte de una elevación natural. Esto quedó demostrado cuando se encontraron distintas capas de arena utilizada para nivelar el terreno.
El montículo número dos es el más alto del sitio con una elevación de 6.5 metros, en este fueron realizados trabajos como una plataforma de talpetate y luego otros trabajos de relleno para aumentar la altura. Según la arqueóloga este montículo, debido a sus dimensiones y posición,  pudo haber sido el principal para usos ceremoniales. 
En el sitio destacan otros dos montículos, que son en tamaño, menores que el uno y el dos, pero son fáciles de reconocer a simple vista, el resto de los 13 montículos son más difíciles de poder reconocer a simple vista para un ojo inexperto, pero en las excavaciones de Paiz Aragon, se lograron encontrar depósitos de material cultural, como vasijas y otros utensilios rústicos. 
En uno de los montículos, fueron descubiertas varias piedras colocadas en un patrón circular y la mayoría de estas tenían manchas que son resultados de haber estado expuestas al fuego, esta es una evidencia importante de las actividades que se pudieron haber desarrollado en el sitio. 
En varios montículos y producto de los trabajos de excavación, fueron encontrados diversos utensilios y varias piezas de cerámica. Relata a su vez la arqueóloga que entre los montículos 1 y 4 encontró, a una profundidad de un metro y veinte centímetros, lo que parece ser un canal de drenaje de agua tallado en talpetate, se trata de un largo y estrecho drenaje de casi tres metros de profundidad.  Dice que es difícil saber cuál era su verdadera función, pero que en Kaminaljuyu fue encontrado un drenaje similar. 
Antes de la construcción del montículo N.°5, se llevó a cabo una actividad ceremonial; el análisis de laboratorio da como resultado que dicho evento habría ocurrido entre los años 670 al 410 antes de cristo y que luego se utilizaron tres metros de relleno para elevar la altura de la estructura. En dicho montículo también se encontraron objetos de cerámica. 
Las estructuras de montículos de la parte baja hacia el este, debido a su forma pudieron haber tenido una función residencial y refuerza esa opinión con el hecho de haber encontrado en el montículo número once un extenso depósito de piezas de cerámica. 
De acuerdo con el estudio realizado, es difícil detectar la existencia de casas debido, entre otros cosas, a que la mayoría de edificaciones de preclásico medio eran simples plataformas con estructura simple de adobe y cañas.  Debido a que los proyectos de rescate de sitios arqueológicos tienen poco tiempo para realizar su trabajo de excavación, esto se complica aún más. 
Hay en el sitio tres montículos de un metro de altura, que pueden ser confundidos fácilmente con elevaciones naturales.
La arqueóloga establece que muchas de las piezas recuperadas no se encontraron en tan buen estado de conservación debido a la naturaleza agrícola de la tierra que hace los suelos demasiado ácidos, lo que contribuye a su deterioro. Sin embargo, fue recuperado una gran cantidad de material de este tipo. 
Al igual como ocurre en otros sitios del Preclásico, en Santa Isabel se obtenían materiales y utensilios a través del intercambio proveniente de Kaminaljuyu, Santa Isabel pudo haber sido uno de los sitios que recibían dichos objetos de esa zona. 
Se ha argumentado que durante el preclásico en el valle de Guatemala existían varios cacicazgos, siendo los principales Kaminaljuyu, sin embargo,  Canchón podría haber sido parte de otro cacicazgo, probablemente del cacicazgo de Amatitlán, estima la arqueóloga que Santa Isabel no era el centro principal, ni mucho menos, porque en la zona hay sitios que pudieron tener funciones más importantes como Piedra Parada y Canchón, propiamente. Por lo que Santa Isabel no era de los centros principales de la zona, pero es seguro, para la arqueóloga, que el sitio era parte del panorama de la zona.  Las piezas cerámicas que se encontraron en Santa Isabel son similares a las de la costa sur del país, para esa época, lo cual lleva a la arqueóloga a presumir que la población que llegó a Santa Isabel emigró de la costa.

## Conservación
Debido a la preocupación de los propietarios de la Finca donde se ubica el sitio, se ordenó por parte de las autoridades municipales, cerrar y desviar una calle que atravesaba la zona, con el fin preservar el sitio. Sin embargo, de acuerdo a Paiz Aragón, el sitio corre peligro debido al alto grado de expansión urbana de la zona y al poco interés de los vecinos del municipio por el tema, excepto los propietarios de las tierras, que manifiestan mucho interés el preservar el sitio. Sobre el tema, Paiz Aragón relata: “…tenemos poca atención de los vecinos. Durante los tres meses de excavaciones en Santa Isabel, una sola vez de afuera vino una persona a preguntar acerca de lo que estábamos haciendo, de hecho, todos los trabajadores de la finca sólo se acercaron a nosotros en el comienzo de la temporada de trabajos, pero no a preguntar de nuestro trabajo sino para pedir puestos de trabajo. Pero después del contacto inicial, sólo el chicos responsables de las vacas se acercarían a las excavaciones de vez en cuando para ver lo que nos encontramos…”.

## Otros sitios arqueológicos en el área
| Nombre        | Fecha reportado         | Ubicación | Fase cultural        | Descripción de Shook | Evaluación de 2006 |
| ------------- | ----------------------- | --- | -------------------- | --- | --- |
| Graciela      | 28 de junio de 1942     | Sudeste de la Aldea Canchón, aproximadamente en el km 19 de la Carretera Panamericana                                                                                 | Post-clásico tardío  | «Ocupa la cumbre de una elevada colina, la cual domina la planicie de Canchón, exactamente al oeste de la finca Graciela y en terrenos de dicha fina. Las ruinas fueron visitadas por primera vez en 1938 por Kidder y Adolfo Molina y consisten en una plataforma o subestructura hecha de piedra y adobe, que incluyen materiales policromados de Chinautla, lo cual evidencia que Graciela es un sitio arqueológico del Post-Clásico Tardío». | Ubicado en la actual Finca Santa Lucia ya muy erosionado por la actividad ganadera y equina de la finca; además se observó que se habían realizado trabajos de nivelación del terreno con maquinaria pesada.                                                  |
| Canchón       | 29 de junio de 1942     | Cerca de la Carretera Panamericana en el noreste de la Aldea de Canchón.                                                                                              | Pre-clásico          | «El sitio consiste en catorce o más montículos dispuestos alrededor de dos plazas alargadas y rectangulares. El eje mayor de las plazas queda aproximadamente a 20° del norte verdadero. Orientación que frecuentemente se observa en otros lugares del Pre-clásico de la planicie de Canchón y en muchos del valle de Guatemala y de otros lugares del altiplano. Las estructuras más imponentes de Canchón, por su tamaño, quedan en la línea que une la plaza occidental con la mayor de las unidades, de 6 m de altura y forma piramidal, que cierra el angosto extremo septentrional, en apariencia, todos los montículos de este lugar son estructuras sólidas, rellenas de tierra y construidas sin piedras. Las superficies originales, al igual que las plataformas superiores, terrazas y graderíos, tenían un acabado que se lograba mediante el alisamiento del núcleo modelado en material de adobe. Estas subestructuras sirvieron para soportar a templos y edificios de materiales no duraderos, se sabe esto por la presencia de muchos fragmentos de lodo quemado en los que se observan las impresiones de postes delgados». | Parcialmente destruido. Se encuentra dentro de un condominio que no permite la entrada a personas ajenas a los residentes. Solamente algunos montículos fueron respetados y se encuentran en el jardín o áreas verdes.                                        |
| El Ciprés     | 28 de junio de 1942     | km 17.8 de la Carretera Panamericana, en terrenos de Finca San Antonio                                                                                                | Pre-clásico          | «Está ubicada una escultura de piedra que representa la cabeza de un animal, se informan de un sitio pequeño de dos montículos en la finca San Antonio» | El sitio estaba en donde actualmente es una zona urbanizada, por lo que ha sido destruido completamente. |
| Darío         | 29 de junio de 1942     | Un kilómetro al sur de Finca Santa Isabel y 500 m al este de las Ruinas de Graciela.                                                                                  | Pre-clásico          | «Un sitio pequeño ubicado sobre una mesa debajo del cerro de Graciela» | Se encuentra dentro de un condominio privado llamado «El Sausalito», al cual no se permite el ingreso a personas ajenas a los residentes; se considera que está amenazado por los proyectos de construcción.                                                  |
| Jorgia        | 22 de noviembre de 1942 | Dos kilómetros al sudoeste de la aldea Canchón | Pre-clásico temprano | «Es un pequeño lugar arqueológico consistente en un montículo de 2,5 m de altura, al sur del cual hay otros más bajos. No pudo determinarse la disposición de las estructuras, construidas enteramente de la tierra arcillosa de color café oscuro propia de la localidad, un lote pequeño de tiestos dañados por la intemperie, contiene materiales de la fase de las Charcas del Preclásico. Hay también otros tiestos sobre cuya procedencia no hay ninguna certeza. Ellos pueden ser de cualquiera de las fases: Las Charcas, Arévalo o Majadas, aunque el lote de ejemplares no es satisfactorio por no haber sido seleccionado [...]». | Se encuentra localizado dentro de propiedad privada, en un buen estado de conservación, ya que en las cercanías residen los guardias de seguridad de la propiedad que han utilizado parte del sitio para crianza de aves.                                     |
| La Montaña    | Junio de 1947           | Ubicado a 8 km de la Aldea Canchón, en terreno de la Finca el Socorro, que eventualmente se convirtió en Residenciales «Casa y Campo»                                 | Post-clásico tardío  | «Se encuentran los vestigios de un lugar relativamente grande, que se extiende por una angosta legua de tierra que es una prolongación de la planicie de Canchón, bordeada por profundos barrancos. En algunos lugares, las paredes de los precipicios paralelos que bordean la mesa por ambos costados, se aproximan tanto que solo dejan en medio una calzada extremadamente angosta, de dos metros de anchura, que comunica con los sectores más amplios donde fueron edificadas las estructuras [...]». «Todo lo que observamos son subestructuras para templos y edificios construidos de materiales no duraderos, las subestructuras poseen un relleno de piedra y tierra, revestido probablemente de piedras toscas con una capa final de lodo. En los lugares en que aparece expuesto el terreno, en la vereda que cruza el lugar arqueológico, se encuentran grandes cantidades de alfarería, algunas manos, hachas de piedra verde, y puntas astilladas de obsidiana. La cerámica identificable y la posición de defensa del lugar, inducen a creer que La Montaña floreció durante la época postclásica tardía, contemporánea de Chinautla». | No se permite el ingreso al sitio porque se trata de residencial privado con alta seguridad «Casa y Campo». Existe un área verde en dicho residencial en la que se podría localizar el sitio, el cual se encuentra amenazado por las construcciones aledañas. |
| Santa Octavia | Junio de 1947           | Ubicado cerca de las ruinas de «La Montaña», a una distancia de entre 1.5 km y a 600 m (en Residenciales «Casa y Campo»)                                              | Post-clásico tardío  | «Al otro lado del profundo barranco occidental que bordea el lugar de la montaña, al principio de la vereda que conduce a las ruinas, se encuentran evidencias de un pequeño establecimiento, tal vez una estación de guardia. Hay aquí varios montículos bajos rellenos de tierra y piedra, y el terreno cultivado que los rodea está cubierto de una paca de cerámica del post clásico tardío en que se incluyen materiales policromados de Chinautla… y uno que otro fragmento de mano, metate, hacha de piedra verde y cristales de cuarzo. Las gentes de la localidad conocen estas ruinas y llaman al lugar Santa Octavia, pero no tienen conocimiento de la época que estuvieron habitadas.» | El sitio se encuentra en un área verde al sur del condominio «Casa y Campo», pero se encuentra en riesgo por la urbanización. |
| San Vicente   | 6 de julio de 1947      | Queda a un lado de la única vereda hacia «Santa Octavia», a 7 km hacia el gran sitio arqueológico de «La Montaña»                                                     | Post-clásico tardío  | «Las ruinas están en una angosta península de la planicie de Canchón, situada entre dos profundos barrancos con vertiente hacia el sur [...]; el sitio se compone de un montículo piramidal con terrazas, situado en el centro de una pequeña plaza rodeada en sus cuatro lados por plataformas bajas. La estructura mayor tiene en la cumbre una plataforma plana rectangular, a la cual se llegaba probablemente por una escalinata… Todas las unidades están construidas de un relleno muy compacto de piedras pequeñas e irregulares mezcladas con una tierra arcillosa de color castaño. Este relleno tenía un revestimiento de piedra con acabado de adobe. No aparecen fragmentos de cerámica en el relleno de los montículos y solo se encontraron unos cuantos tiestos, fragmentos de adobe cocido y una mano de piedra en la superficie de un terreno cultivado que queda en la orilla oriental del sitio. La Cerámica incluye materiales policromados de Chinautla, es posible que San Vicente haya sido una pequeña aldea sujeta a las autoridades de la montaña». | El sitio se ubica en el residencial Casa y Campo, y se encuentra gravemente amenazado por la urbanización. A dicho lugar no se permite el ingreso a personas ajenas a los residentes.                                                                         |
| Virginia      | 28 de junio de 1942     | A 7 km al sudeste de Aldea Canchón. Las ruinas están situadas en la orilla occidental de la planicie de Canchón, con vista al valle de Guatemala y Lago de Amatitlán. | Preclásico           | « Los antiguos pobladores, al escoger esta localidad no solo aprovecharon la productividad del suelo de esta región, sino la magnificente ubicación. Al sur están los volcanes de Pacaya, Agua y Fuego y al Oeste más allá está el Lago de Amatitlán. Este importante lugar arqueológico del preclásico, situado en terrenos de la Fina Parga, y tiene una serie de montículos ordenadamente dispuestos alrededor de los cuatro lados de una plaza rectangular […]". «"[...] En este sitio la estructura más imponente domina la plaza desde el lado occidental y en el lado opuesto hay un montículo bajo y alargado con tres estelas sin esculpir en la base. Estos grandes monumentos de piedra son semejantes a los de Piedra Parada y Santa Isabel. Todos los montículos examinados en este lugar están construidos de una tierra arcillosa de color castaño oscuro. Fragmentos de adobe cocido hallados en la cima de los montículos son una prueba de que los edificios construidos sobre estas subestructuras eran de materiales no duraderos [...]». [...] Las muestras de alfarería indican que la ocupación de Virginia fue probablemente continuo a partir de la más antigua de las fases del preclásico, ó sea las Charcas, hasta llegar a Arenal. La disposición de las estructuras, su tipo de construcción, la presencia de monumentos sin esculpir y la cerámica encontrada en el lugar colocan a este lugar junto con otros del preclásico en la planicie de Canchón, en el valle de Pinula y en el de Guatemala». | Está amenazado por los cultivos. |